# Wacław Makowski

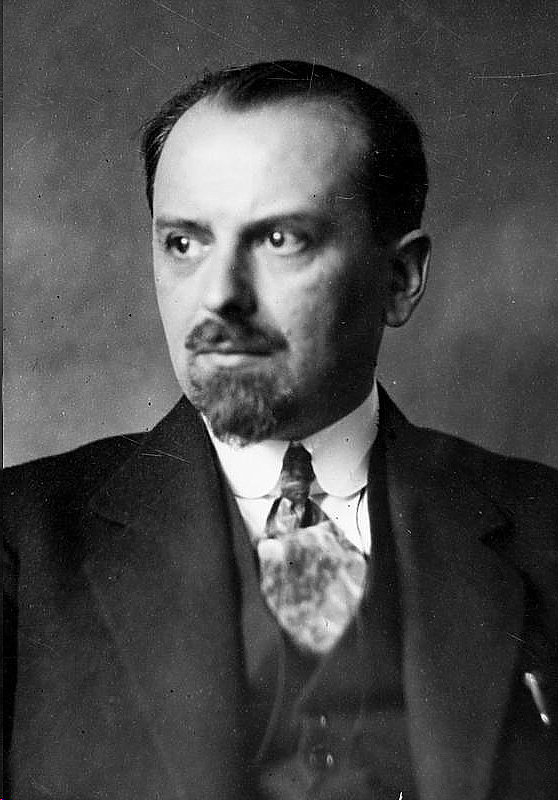
Wacław Makowski (1927)

Wacław Makowski [ˈvat͡swaf maˈkɔfskʲi] (* 2. Novemberjul(?) oder 15. Novembergreg(?) 1880 in Wilna; † 28. Dezember 1942 in Bukarest) war ein polnischer Jurist und Politiker (BBWR, OZN). Er war Hochschullehrer, mehrfacher Justizminister, zeitweise Senator, dreifacher Sejm-Abgeordneter sowie 1938 bis 1939 letzter Sejmmarschall (Parlamentspräsident) der Zweiten Polnischen Republik.

## Leben
Nach der Matura in Wilna in 1898 studierte Wacław Makowski Jura auf der Universität Warschau und erhielt seinen Abschluss in 1902. Nachfolgend belegte er juristische Vorlesungen in Krakau, Lemberg und Paris. Er arbeitete in Warschau (damals im Kaiserreich Russland) zunächst als Anwaltsgehilfe bei Stanisław Patek und später als Rechtsanwalt. Er sympathisierte mit der Linksfraktion der Polnischen Sozialistischen Partei (PPS), ohne dieser anzugehören. Zweifach (1901 und 1906) wurde er wegen seiner antizaristischen Aktivität verhaftet. Nach dem Rückzug der Kaiserlich Russische Armee aus Warschau während des Ersten Weltkriegs in 1915 organisierte er polnische Volksmilizen und Justiz. Ab 1916 bis 1919 gehörte er dem Stadtrat der Hauptstadt Warschau an. 1917–1918 war er stellvertretender Direktor im Justizdepartament des Provisorischen Staatsrats (Regierung) des Königreichs Polen. Zwischen dem 27. Februar und 4. April 1918 war er Leiter des Justizdepartament (entspricht Justizminister) im Kabinett Ponikowski I. Ab 1917 bis zum Tod war er an der Universität Warschau Dozent, ab 1921 außerordentlicher Professor und ab 1923 Ordinarius für Strafrecht. Nach dem Ausrufen der polnischen Unabhängigkeit durch Józef Piłsudski im November 1918 gehörte Makowski zu seinen Unterstützern. Ab dem 7. Februar 1919 bis 1920 arbeitete er im Ministerium für Landwirtschaft und Staatsdomänen.
Während des Polnisch-Sowjetischen Kriegs trat er im Juli 1920 in die Polnische Armee ein und wurde zum Gerichtskorps abkommandiert. 1922 wurde er aus dem Militärdienst entlassen und am 28. Juni 1922 erneut zum Justizminister (in den Kabinetts Śliwiński, Nowak und Sikorski I, bis 26. Mai 1923) berufen. Nochmal war er nach dem Militärputsch Piłsudskis im Sommer 1926 (15. Mai bis 30. September) Justizminister in den drei aufeinander folgenden Kabinetts Bartel.
In 1922 bewarb sich Makowski erfolglos um ein Parlamentarmandat (sowohl für die Abgeordnetenkammer als auch den Senat) mit dem Wahlvorschlag der Polnischen Volkspartei (PSL). Im Jahre 1928 erhielt Makowski einen Sitz im Sejm (Abgeordnetenkammer) aus der Liste der regierungstreuer Gruppierung „Parteiloser Block für die Zusammenarbeit mit der Regierung“ (BBWR). Er gehörte dem Ausschuss zur Ausarbeitung der neuen Verfassung als dessen Vorsitzender sowie dem Jurausschuss an. Als Verfassungstheoretiker war er nach seinen Worten Anhänger eines „sozialen Staates“, der sich durch die Gesellschaft als Kollektiv und nicht durch Individualrechte und das abstrakte Rechtssystem trägt. In der manipulierten Wahl 1930 wurde er als Abgeordneter für den BBWR bestätigt und setzte seine Arbeit in den Sejm-Ausschüssen fort. Am 1. Oktober 1931 wurde er zum stellvertretenden Sejmmarschall (Kammerpräsidenten) gewählt. 1935 erhielt Makowski ein Mandat im Senat und wurde stellvertretender Senatspräsident. Ab 1935 bis 1937 war er ferner Dekan der Fakultät für Jura der Universität Warschau. In 1937 gab er den Lehrstuhl für Strafrecht auf und erhielt stattdessen den Lehrstuhl für Staatsrecht. Mit den vorzeitigen Parlamentswahlen am 6. November 1938 wechselte er als Vertreter des Lagers der Nationaleinheit (OZN) zurück zum Sejm und wurde 28. November dieses Jahres zum Sejmmarschall gewählt.
Am 2. September 1939 leitete Makowski nach dem deutschen Überfall auf Polen die letzte Sitzung der Abgeordnetenkammer der 2. Polnischen Republik. Am 17. September 1939 reiste er zusammen mit dem Präsidenten Ignacy Mościcki und den meisten Mitgliedern der politischen und militärischen Führung Polens nach Rumänien aus. Dort wurde er entgegen den vorherigen Vereinbarungen an Weiterreise gehindert und interniert. Neuer Staatspräsident Władysław Raczkiewicz löste das Parlament am 2. November 1939 auf. Makowski verstarb während des Krieges in Bukarest und wurde dort begraben. Als man 1979 seine Gebeine nach Polen überführen wollte, stellte man fest, dass sein Grab zwischenzeitlich eingeebnet worden war. Stattdessen errichtete man auf dem Warschauer Powązki-Friedhof ein Scheingrab.

## Familie
Wacław Makowski war Sohn des Buchhändlers und Verlegers Wacław Leon Makowski (1854–1929) und seiner Frau Apolonia Makowska geb. Chełmińska. In 1904 heiratete Maria Łoyko. Sie hatten zwei Söhne, Wacław Jacek und Jerzy.